# Medicago platycarpa
Medicago platycarpa är en ärtväxtart som först beskrevs av Carl von Linné, och fick sitt nu gällande namn av Ernst Rudolf von Trautvetter. Medicago platycarpa ingår i släktet luserner, och familjen ärtväxter. IUCN kategoriserar arten globalt som livskraftig. Inga underarter finns listade i Catalogue of Life.